# Nancy Greene

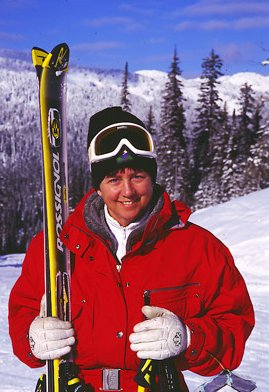
Nancy Greene

Nancy Catherine Greene (Ottawa, 11 mei 1943) is een Canadese voormalige alpineskiester.
Greene nam driemaal deel aan de Olympische Winterspelen (in 1960, 1964 en 1968), die tevens als Wereldkampioenschappen alpineskiën golden. Bij haar derde deelname aan de Winterspelen (in 1968) werd ze olympisch kampioene (en wereldkampioene) op de discipline reuzenslalom. Tijdens deze spelen werd ze tevens wereldkampioene op de combinatie, de enige alpineskidiscipline die niet op het olympisch programma stond.

## Wereldbeker
Greene werd winnares van de eerste twee algemene wereldbekers (1967, 1968), beide jaren won ze eveneens de wereldbeker op de reuzenslalom. Ze behaalde dertien dagzeges in deze competitie (7x reuzenslalom, 3x afdaling en slalom), en is hiermee nog steeds de succesvolste Canadese alpineskiër (man of vrouw).

## Kampioenschappen
| Jaar | Resultaat | Discipline   | Kampioenschap                         |
| ---- | --------- | ------------ | ------------------------------------- |
| 1960 | 22e       | afdaling     | OS/WK Squaw Valley (Verenigde Staten) |
|      | 26e       | reuzenslalom | OS/WK                                 |
|      | 31e       | slalom       | OS/WK                                 |
| 1962 | 5e        | afdaling     | WK Chamonix (Frankrijk)               |
| 1964 | 7e        | afdaling     | OS/WK Innsbruck (Oostenrijk)          |
|      | 16e       | reuzenslalom | OS/WK                                 |
|      | 15e       | slalom       | OS/WK                                 |
| 1966 | 7e        | afdaling     | WK Portillo (Chili)                   |
|      | 4e        | reuzenslalom | WK                                    |
| 1968 | 10e       | afdaling     | OS/WK Grenoble (Frankrijk)            |
|      | Goud      | reuzenslalom | OS/WK                                 |
|      | Zilver    | slalom       | OS/WK                                 |
|      | Goud      | combinatie   | WK                                    |